# Zalaszentlőrinc
Zalaszentlőrinc là một thị trấn thuộc hạt Zala, Hungary. Thị trấn này có diện tích 4,89 km², dân số năm 2010 là 308 người, mật độ 63 người/km².